# ألين زاهاريا
ألين زاهاريا (بالرومانية: Alin Zaharia)‏ هو لاعب كرة قدم روماني في مركز الهجوم، ولد في 18 يونيو 1987 في Afumați, Ilfov ‏ في رومانيا. لعب مع كونكورديا كياجنا.